# Čuta
Čuta (nemško Tschutta) je naselje v Občini Mostič v Okraju Šentvid ob Glini na Koroškem v Avstriji.